# 寬帶似鯡
寬帶似鯡為輻鰭魚綱鲱形目鲱科的其中一種，分布於亞洲新幾內亞淡水流域，體長可達9公分，棲息在山區礫石底質的溪流，以水生昆蟲幼蟲為食，可做為食用魚。